# (35164) 1993 PZ8
1993 بي زد 8 (ويعرف أيضًا باسم (35164) 1993 بي زد 8 وفق تسمية الكوكب الصغير) (بالإنجليزية: 1993 PZ8)‏ هو كويكب ضمن حزام الكويكبات؛ وترتيبه 35164 من حيث الاكتشاف.
اكتُشف هذا الجُرم الفلكي بواسطة إيريك والتر إلست في 14 أغسطس 1993.

## وصلات خارجية
- (35164) 1993 PZ8 في قاعدة بيانات مختبر الدفع النفاث لأجرام النظام الشمسي الصغيرة

- الاكتشاف · مخطط المدار ·  العناصر المدارية · المعلمات المادية

- (35164) 1993 PZ8 على موقع ويكي سكاي: DSS2, SDSS, GALEX, IRAS, Hydrogen α, X-Ray, Astrophoto, Sky Map, Articles and images